# Bieberbach (Sonnefeld)

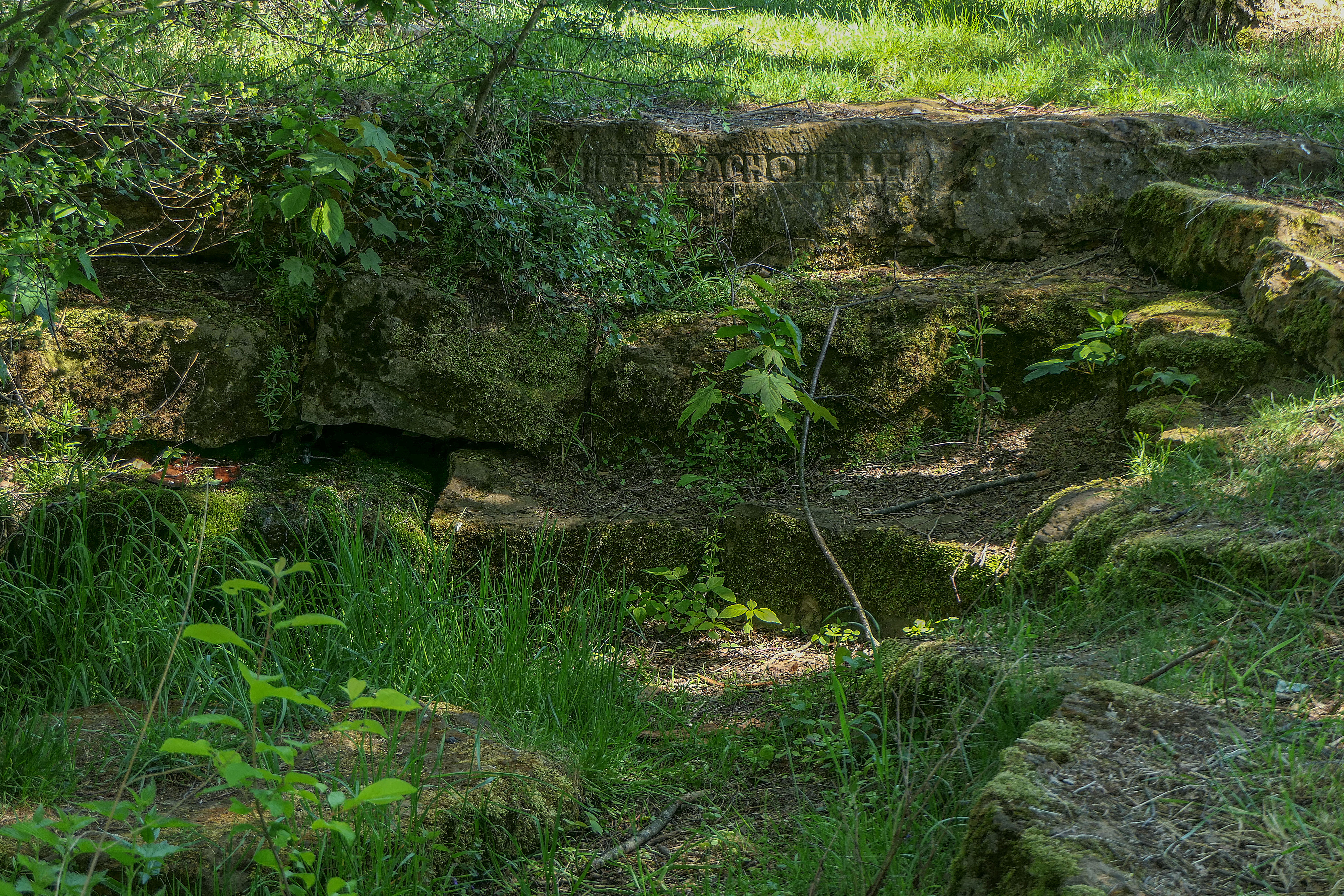
Biberbachquelle

 Bieberbach  ist ein Gemeindeteil der oberfränkischen Gemeinde Sonnefeld im Landkreis Coburg.

## Lage
Bieberbach liegt etwa elf Kilometer südöstlich von Coburg. Der Ort hat Gemeindeverbindungsstraßen nach Großgarnstadt, Kleingarnstadt, Oberwasungen, Sonnefeld und Zedersdorf. In Ortsnähe entspringt der Biberbach, der südlich vorbeifließt und bei Michelau in Oberfranken in den Main mündet.

## Geschichte
Urkundlich wurde Bieberbach erstmals 1225 erwähnt. Es hat seinen Namen von dem Bachlauf, an dem es liegt.
Seit dem Mittelalter gehört Bieberbach zum Fechheimer Kirchsprengel. Das Kloster Sonnefeld hatte Frongüter in dem Ort. Im Jahr 1329 überließ Graf Heinrich VIII. von Henneberg dem Kloster der Zisterzienserinnen in Sonnefeld ein Teil des Zehent von Bieberbach. Im Erbbuch des Klosters Sonnefeld von 1514 war der ganze Ort als Eigentum des Klosters aufgeführt. Nach dem Tod von Herzog Albrecht im Jahr 1699 kam Bieberbach als Teil des Amtes Sonnefeld im Jahr 1705 zu Sachsen-Hildburghausen. 1826 gelangte das Amt Sonnefeld gemäß dem Teilungsvertrag zu Hildburghausen wieder zu Sachsen-Coburg.
Im Jahr 1862 hatte Bieberbach 180 Einwohner, die in 23 Familien lebten. Es gab 15 Bauern und 8 Handwerker.
In einer Volksbefragung am 30. November 1919 stimmten 5 Bieberbacher Bürger für den Beitritt des Freistaates Coburg zum thüringischen Staat und 24 dagegen. Somit gehörte ab dem 1. Juli 1920 auch Bieberbach zum Freistaat Bayern.
1962 bekam der Ort einen eigenen Friedhof. 1963 verließ Bieberbach den Schulverband mit Zedersdorf und schloss sich Sonnefeld an.
In der ersten Hälfte des Jahres 1969 entschieden sich in einer Volksbefragung von 96 stimmberechtigten Einwohnern 70 für einen Anschluss an die Gemeinde Sonnfeld. In der Folge wurde Bieberbach am 1. Juli 1969 als Gemeindeteil in die Gemeinde Sonnefeld eingegliedert.

## Einwohnerentwicklung
| Jahr | Einwohnerzahl |
| ---- | ------------- |
| 1792 | 100           |
| 1862 | 180           |
| 1910 | 162           |
| 1933 | 149           |
| 1939 | 141           |
| 1969 | 145           |
| 1987 | 156           |
| 2018 | 169           |